# Мерфи (роман)
«Мерфи» (англ. Murphy) — третье по счёту крупное прозаическое произведение ирландского писателя Сэмюэля Беккета и первый опубликованный роман. «Мерфи» написан Беккетом, в отличие от большинства его более поздних работ, на английском языке в середине 1930-х и вобрал в себя опыт пребывания писателя в Лондоне.

## Сюжет
В центре повествования — безработный проживающий в Лондоне (в Вест-Бромптоне) ирландский эмигрант по фамилии Мерфи и история его побега от реальности окружающей действительности. Роман начинается с описания того, как главный герой, привязав себя к креслу-качалке, сомнамбулически покачивается в темноте своей съёмной квартиры. Данный способ времяпрепровождения — излюбленный для Мерфи, привычки и взгляды которого весьма эксцентричны — такой своеобразный способ медитации представляет для Мерфи попытку избавления от чувственных восприятий и приятного растворения в бессознательном.
Удивительно, однако у инертного мизантропа, каковым является Мерфи, есть подруга — беззаветно любящая его и заботливая проститутка по имени Селия Келли. Селия настаивает на том, чтобы Мерфи занялся поисками работы для того, чтобы они с Мерфи смогли начать нормальную жизнь. В конце концов, Мерфи удается найти работу в психиатрической лечебнице, и эта работа оказывается герою по душе: безумие не помнящих себя пациентов видится Мерфи прекрасной альтернативой трудностям сознательного существования, Мерфи любит своих подопечных и восхищается ими.
На протяжении всей книги главного героя преследует группа эксцентричных, имеющих противоречивую, в том числе и романтическую, мотивацию персонажей во главе с его бывшим духовным наставником, увлекающимся восточными мистическими практиками бродячим философом из Корка Нири.
Если физический побег Мерфи от преследований на бытовом и социальном уровне удаётся, то ментальное, интеллектуальное бегство персонажа от реальности приводит к трагическим последствиям.

## Основные персонажи
- Мерфи, главный герой романа, бывший студент-теолог из Ирландии, перебравшийся в Лондон, бывший последователь оккультистского учения мистика из Корка, Нири, возлюбленный Селии.
- Селия Келли, подруга и любовница Мерфи, проститутка.
- Нири, философ-мистик, влюблённый в Мис Кунихан, помогает той в поисках Мерфи.
- Мис Кунихан, девушка, влюблённая в Мерфи, который сбежал от неё в Англию.
- Купер, сыщик, выслеживающий Мерфи.

## Ключевые темы
«Мерфи» является плодом большой и напряженной работы Беккета по оттачиванию собственного литературного стиля и повествовательного мастерства. В работе всё ещё сильно ощущается влияние Джойса, однако голос Беккета приобретает всё более индивидуальные черты: тон повествования лишён серьёзности и морализаторских нот, а сам «Мерфи» представляет собой, помимо прочего, прекрасный образец фирменного беккетовского юмора.
Считается, что «Мерфи» — самое традиционное из прозаических произведений Беккета. Вместе с тем, в нём отчетливо прослеживаются элементы, развитые писателем в своих более поздних работах, направленные на разрушение системы реалистического повествования
Балансируя на грани пародии при описании многочисленных странностей ненормального с точки зрения обывателя героя, Беккет тем не менее не ставит себе целью высмеять ещё одного из бесконечного ряда бесталанных неудачников, прикрывающих свою лень и неприспособленность к практической жизни надуманными и взбалмошными теориями. Беккет одновременно и насмешлив, и предельно серьёзен по отношении к своему персонажу, идейные поиски которого, а именно: попытка разрешить противоречие между душой и телом, стремлением к покою и необходимостью деятельности, попытка найти гармонию с собой, герметично отгородившись от мира, — составят сердцевину философских исканий самого писателя на протяжении всей жизни.
При всей эксцентричности образа мыслей и поступков главного героя, в его рассуждениях и авторских описаниях прослеживаются неплохое знакомство, а также полемика с вполне респектабельными и признанными философскими теориями Спинозы, Декарта и менее известного фламандского (бельгийского) мыслителя Арнольда Гойлинкса.

## Издания на русском языке
- 1999 г. — первое книжное издание на русском: С. Беккет. Мерфи/ Перевод: А. Панасьев, А. Жгировский, серия 700, вып. 22»: Ника‑центр; Киев; 1999.
- 2002 г. — первое книжное издание русского перевода в России: Беккет, Сэмюэль. Мерфи/ Перевод с английского Мaйи Кореневой. Текст. Серия: Квадрат ISBN 5-7516-0596-9 (переиздание 2006 г.).